# Will Forte
Will Forte, właściwie Orville Willis Forte IV (ur. 17 czerwca 1970 w Alameda, w hrabstwie Alameda) – amerykański aktor, komik, scenarzysta i producent telewizyjny. Występował w programie Saturday Night Live (2002–2010).

## Filmy
- 2004: W 80 dni dookoła świata
- 2009: Klopsiki i inne zjawiska pogodowe (film animowany)
- 2010: MacGruber
- 2020: Scooby-Doo! (film animowany)

## Seriale
- 2015: The Last Man on Earth
- od 2012: Szczury laboratoryjne